# Municipio de Howard (condado de Miner)
El municipio de Howard (en inglés: Howard Township) es un municipio ubicado en el condado de Miner en el estado estadounidense de Dakota del Sur. En el año 2010 tenía una población de 140 habitantes y una densidad poblacional de 1,65 personas por km².

## Geografía
El municipio de Howard se encuentra ubicado en las coordenadas 43°58′35″N 97°32′52″O / 43.97639, -97.54778. Según la Oficina del Censo de los Estados Unidos, el municipio tiene una superficie total de 84.84 km², de la cual 84,84 km² corresponden a tierra firme y (0 %) 0 km² es agua.

## Demografía
Según el censo de 2010, había 140 personas residiendo en el municipio de Howard. La densidad de población era de 1,65 hab./km². De los 140 habitantes, el municipio de Howard estaba compuesto por el 95,71 % blancos, el 1,43 % eran amerindios y el 2,86 % eran de una mezcla de razas. Del total de la población el 0 % eran hispanos o latinos de cualquier raza.